# Nielsen-Gletscher
Der Nielsen-Gletscher ist ein 6 km langer Gletscher an der Pennell-Küste des ostantarktischen Viktorialands. Er fließt in nördlicher Richtung in die Relay Bay, die er unmittelbar westlich des Calf Point erreicht.
Teilnehmer der Southern-Cross-Expedition (1898–1900) unter der Leitung des norwegischen Polarforschers Carsten Egeberg Borchgrevink kartierten ihn erstmals. Borchgrevink benannte den Gletscher nach dem norwegischen Historiker, Ethnographen und Geographen Yngvar Nielsen (1843–1916) von der Königlichen Friedrichs-Universität zu Christiania.